# Юшково (Никольский район)
Юшково — деревня в Никольском районе Вологодской области.
Входит в состав Вахневского сельского поселения, с точки зрения административно-территориального деления — в Вахневский сельсовет.
Расстояние по автодороге до районного центра Никольска — 37 км, до центра муниципального образования Вахнево — 1 км. Ближайшие населённые пункты — Вахнево, Подгорье, Захарово.
По переписи 2002 года население — 194 человека (89 мужчин, 105 женщин). Всё население — русские.